# Nielba Wągrowiec
Maillots
Le Nielba Wagrowiec est un club de handball, situé à Wągrowiec en Pologne, évoluant en Ekstraklasa.

## Historique
- 1960 : Fondation du Nielba Wagrowiec.
- 2014 : Le club monte en Ekstraklasa en remportant le test-match.